# Day of the Dead (2008)
Day of the Dead ist ein US-amerikanischer Horrorfilm aus dem Jahr 2008. Regie führte Steve Miner, das Drehbuch schrieb Jeffrey Reddick, beruhend auf der Handlung des Originals von George A. Romero aus dem Jahr 1985.

## Handlung
Trevor Bowman und seine Freundin Nina leben in einer Kleinstadt in Colorado. Sie sehen eines Tages zahlreiche Militärfahrzeuge. Es stellt sich heraus, dass in der Stadt eine geheimnisvolle Krankheit ausgebrochen ist.
Trevors Schwester Sarah Bowman, eine Reservistin, wird in den aktiven Dienst einberufen, in dem sie dem Captain Rhodes untersteht. Sarah und ein anderer Soldat finden verstümmelte Leichen. Die Körper werden in das lokale Krankenhaus gebracht, wo sie als Zombies erwachen. Captain Rhodes wird infiziert und beißt einen seiner Soldaten, Bud Crain. Der in einen Zombie verwandelte Crain greift jedoch keine Menschen an, was Sarah dadurch erklärt, dass er ein Vegetarier gewesen sei.
Sarah und einige weitere Überlebende fliehen in einen Bunker. Crain und einige Menschen werden von den Zombies getötet. Sarah, Trevor und Nina vernichten die Zombies, indem sie eine Gasexplosion verursachen.

## Kritiken
Brian Orndorf schrieb auf dvdtalk.com, der Film habe seine Vorbehalte beseitigt, die er gegenüber Zombie 2 mit dessen „lustloser“ Regie und dem „uninspirierten“ Drehbuch gehabt habe. Steve Miner habe seine ganze Glaubwürdigkeit als Regisseur verloren, indem er etliche absurde modische Kameraeinstellungen und Schnittmethoden verwendet hätte. Die Spezialeffekte seien „schäbig“; der Film wirke billig.

## Hintergründe
Der Film wurde in Sofia und in Pravetz (Bulgarien) gedreht. Seine Produktionskosten betrugen schätzungsweise 18 Millionen US-Dollar. Der Film wurde direkt auf Video veröffentlicht: Am 8. April 2008 in den Vereinigten Staaten und am 15. Mai 2008 in Deutschland.
In George Romeros Original von Day of the Dead ist die Seuche bereits vor langer Zeit ausgebrochen und die Welt wird von Untoten bewohnt. Die Neuverfilmung spielt vor der „Apokalypse“. Somit hat das Remake nur den gleichen Hintergrund und ist chronologisch etwa bei Night of the Living Dead einzuordnen.
Am 7. Februar 2012 wurde der Film erstmals in 3-D in den Vereinigten Staaten auf Blu-Ray veröffentlicht.